# Duke Databank of Documentary Papyri
El Duke Databank of Documentary Papyri (Base de datos Duke de papiros documentales, DDbDP) es un corpus electrónico de textos griegos (principalmente), coptos y latinos procedentes de papiros (principalmente), ostraca y tablillas de madera que se inició en la Duke University en Durham, Carolina del Norte. En la casi totalidad se trata de textos no literarios (i.e. "documentales") y son textos ya publicados en algún tipo de publicación especializada (generalmente ediciones impresas). Antes de 2005 era frecuente encontrar la abreviación "DDBDP". La versión actual es accesible en la web del proyecto Papyri.info

## Historia del proyecto
El proyecto comenzó en 1982, como colaboración entre los profesores William H. Willis y John F. Oates († 2006) (ambos de la Duke University) y David R. Packard. A la muerte de John F. Oates, James Cowey se unió a Joshua D. Sosin como codirector del DDbDP.

### Financiación
La David and Lucile Packard Foundation y el Packard Humanities Institute (PHI) financiaron el proyecto desde su inicio hasta 1996, con financiación adicional por parte del National Endowment for the Humanities (NEH). El proyecto está apoyado también por las bibliotecas de la Duke University y especialmente la Special Collections Library (hoy llamada David M. Rubenstein Rare Book and Manuscript Library). Ya comenzado el siglo XXI, el DDbDP ha sido financiado como parte del Advanced Papyrological Information System (enlace roto disponible en Internet Archive; véase el historial, la primera versión y la última). (APIS), que está financiado por el NEH, y recibe ayuda técnica del proyecto Perseus. En 2005 se obtuvo una beca de la Scholarly Communications Division de la Andrew W. Mellon Foundation ("Planning the Future of the Duke Databank of Documentary Papyri, 2005").
Para el periodo 2007-20012, Duke University obtuvo financiación de la Mellon Foundation, para el proyecto "Integrating Digital Papyrology", que permitió mejorar el entorno "Papyrological Navigator" para realizar búsquedas en los textos.

### Formato y codificación
Hasta 1997, el resultado tangible más notable del proyecto fue una serie de CD ROMS editados por el PHI que contenían los textos digitalizados. Para ello se utilizó el sistema de transcripción Beta Code, diseñado por el Thesaurus Linguae Graecae (TLG) y el mismo sistema de codificación de archivos del TLG. Esto permitió que el mismo software pudiera realizar búsquedas en el TLG y los discos del PHI, incluido el DDbDP.
En 1997 cesó la producción de CD ROMS, y el corpus se editó como parte del Perseus Project (hoy llamado Perseus Digital Library), un gran portal en línea de textos y elementos relacionados con la antigüedad. Para ello se transformó el sistema de transcripción y codificación, pasándolo de beta code a HTML.
Tras 2007 se decidió migrar de HTML a EpiDoc, una implementación de las directrices TEI para manuscritos antiguos, en XML, y del formato beta code a Unicode.

### Colaboración con otros proyectos
Además de la importantísima colaboración con Perseus, en 2005 se comenzó la tarea de mapear las bases de datos textuales de DDbDP con los metadatos descriptivos de los papiros que había reunido el Heidelberger Gesamtverzeichnis der griechischen Papyrusurkunden Ägyptens (HGV).
A partir de 2007 se comenzó a mapear los textos del DDbDP y los metadatos del HGV con las imágenes y fichas bibliográficas de APIS.

## Filosofía del proyecto
A partir de comienzos del siglo XXI se diseñó una filosofía de proyecto que lo hiciera compatible con futuros progresos de otras bases de datos y su propio crecimiento. Para ello se optó por un modelo basado en: (a) open source; (b) desarrollo basado en estándares; (c) busca de una mayor colaboración externa; (d) facilitar el control de datos a la comunidad de usuarios; (e) mayor interoperatibilidad con otros proyectos. Desde la segunda década de los 2000, el entorno creado mediante el Papyrological navigatos permite a la comunidad de papirólogos la edición en línea de los textos.
Todos los textos y el código se publican bajo una licencia CC BY y GNU GPL.

## Contenido
En la actualidad, el DDbDP contiene la práctica totalidad de los textos documentales contenidos en las siguientes ediciones y colecciones de papiros, ostraca y tablillas (las abreviaturas siguen las convenciones de la "Checklist of editions of greek, latin, demotic and coptic papyri, ostraca and tablets"):
- bgu
- c.ep.lat
- c.etiq.mom
- c.illum.pap
- c.jud.syr.eg
- c.pap.gr
- c.pap.jud
- chla
- chr.mitt
- chr.wilck
- cpl
- cpr
- ddbdp
- jur.pap
- o.abu.mina
- o.amst
- o.ashm
- o.ashm.shelt
- o.bawit.ifao
- o.berenike
- o.berl
- o.bodl
- o.brux
- o.bu.njem
- o.buch
- o.cair
- o.camb
- o.claud
- o.cret.chers
- o.deiss
- o.did
- o.douch
- o.edfou
- o.elkab
- o.erem
- o.fay
- o.florida
- o.frange
- o.heid
- o.joach
- o.kell
- o.krok
- o.leid
- o.lund
- o.masada
- o.medin.madi
- o.mich
- o.minor
- o.narm
- o.oasis
- o.ont.mus
- o.oslo
- o.paris
- o.petr
- o.petr.mus
- o.sarga
- o.stras
- o.tebt
- o.tebt.pad
- o.theb
- o.theb.taxes
- o.trim
- o.vleem
- o.wadi.hamm
- o.waqfa
- o.wilb
- o.wilck
- p.aberd
- p.abinn
- p.achm
- p.adl
- p.aktenbuch
- p.alex
- p.alex.giss
- p.amh
- p.ammon
- p.amst
- p.anag
- p.ant
- p.apoll
- p.ashm
- p.athen
- p.athen.xyla
- p.aust.herr
- p.babatha
- p.bacch
- p.bad
- p.bagnall
- p.bal
- p.bas
- p.batav
- p.benaki
- p.berl.bibl
- p.berl.bork
- p.berl.brash
- p.berl.cohen
- p.berl.frisk
- p.berl.leihg
- p.berl.moeller
- p.berl.salmen
- p.berl.sarisch
- p.berl.thun
- p.berl.zill
- p.bingen
- p.bodl
- p.bon
- p.bour
- p.brem
- p.brook
- p.brux
- p.brux.bawit
- p.bub
- p.cair.arab
- p.cair.goodsp
- p.cair.isid
- p.cair.masp
- p.cair.mich
- p.cair.preis
- p.cair.salem
- p.cair.zen
- p.charite
- p.chic.haw
- p.clackson
- p.col
- p.col.teeter
- p.coll.youtie
- p.congr.xv
- p.corn
- p.count
- p.customs
- p.david
- p.dime
- p.diog
- p.dion
- p.dion.herm
- p.diosk
- p.dryton
- p.dubl
- p.dura
- p.edfou
- p.eirene
- p.eleph
- p.eleph.wagner
- p.enteux
- p.erasm
- p.erl
- p.erl.diosp
- p.euphrates
- p.fam.tebt
- p.fay
- p.flor
- p.fouad
- p.frankf
- p.freer
- p.freib
- p.fuad.i.univ
- p.gen
- p.gen.2
- p.genova
- p.giss
- p.giss.apoll
- p.giss.univ
- p.got
- p.grad
- p.graux
- p.grenf
- p.gron
- p.gur
- p.hal
- p.hamb
- p.harr
- p.harrauer
- p.haun
- p.heid
- p.heid.arab
- p.hels
- p.herakl.bank
- p.herm
- p.herm.landl
- p.hever
- p.hib
- p.hombert
- p.horak
- p.iand
- p.iand.inv.653
- p.iand.zen
- p.ifao
- p.ital
- p.jena
- p.jud.des.misc
- p.kar.goodsp
- p.kell
- p.koeln
- p.kramer
- p.kroll
- p.kron
- p.kru
- p.laur
- p.leeds.mus
- p.leid.inst
- p.leipz
- p.leit
- p.lille
- p.lips
- p.lond
- p.lond.herm
- p.louvre
- p.lund
- p.marm
- p.masada
- p.matr
- p.mert
- p.meyer
- p.mich
- p.mich.aphrod
- p.mich.mchl
- p.michael
- p.mil
- p.mil.congr.xiv
- p.mil.congr.xix
- p.mil.congr.xvii
- p.mil.congr.xviii
- p.mil.vogl
- p.mon.apollo
- p.monts.roca
- p.muench
- p.mur
- p.nag.hamm
- p.naqlun
- p.narm.2006
- p.neph
- p.ness
- p.nyu
- p.oslo
- p.oxf
- p.oxy
- p.oxy.descr
- p.oxy.hels
- p.palaurib
- p.panop
- p.panop.beatty
- p.paramone
- p.paris
- p.petaus
- p.petr
- p.petr.2
- p.petra
- p.phil
- p.pintaudi
- p.poethke
- p.polit.iud
- p.pommersf
- p.prag
- p.prag.varcl
- p.princ
- p.princ.roll
- p.quseir
- p.rain.cent
- p.rain.unterricht
- p.rein
- p.rev
- p.ross.georg
- p.ryl
- p.ryl.copt
- p.sakaon
- p.sarap
- p.scholl
- p.sel.warga
- p.select
- p.sijp
- p.sorb
- p.soter
- p.stras
- p.tarich
- p.tebt
- p.tebt.tait
- p.tebt.wall
- p.theon
- p.thmouis
- p.thomas
- p.tor
- p.tor.amen
- p.tor.choach
- p.turku
- p.turner
- p.ups.frid
- p.vars
- p.vat.aphrod
- p.vet.aelii
- p.vind.bosw
- p.vind.pher
- p.vind.sal
- p.vind.sijp
- p.vind.tand
- p.vind.worp
- p.warr
- p.wash.univ
- p.wisc
- p.worp
- p.wuerzb
- p.yale
- p.zauzich
- p.zen.pestm
- pap.agon
- pap.biling
- pap.choix
- pap.congr.xxv
- psi
- psi.com
- psi.congr.xi
- psi.congr.xvii
- psi.congr.xx
- psi.congr.xxi
- psi.corr
- rom.mil.rec
- sb
- sosol
- stud.pal
- t.alb
- t.mom.louvre
- t.varie
- t.vindol
- upz
- zpe